# Eumops dabbenei
Eumops dabbenei (Thomas, 1914) è un pipistrello della famiglia dei Molossidi diffuso nell'America meridionale.

## Descrizione

### Dimensioni
Pipistrello di medie dimensioni, con la lunghezza totale tra 144 e 149 mm, la lunghezza dell'avambraccio tra 74,5 e 79 mm, la lunghezza della coda di 51 mm, la lunghezza del piede tra 13 e 14 mm, la lunghezza delle orecchie tra 27 e 28 mm e un peso fino a 11 g.

### Aspetto
Le parti dorsali sono color cannella, mentre le parti ventrali sono bruno-giallastre. La testa è larga ed appiattita, le labbra sono lisce. Le orecchie sono larghe, triangolari e unite alla base anteriore. Il trago è piccolo ed appuntito, mentre lantitrago è grande e semi-circolare. Le ali sono attaccate posteriormente sulle caviglie. La coda è lunga, tozza e si estende per circa la metà oltre l'uropatagio. Il cariotipo è 2n=48 FNa=56.

## Biologia

### Comportamento
Si rifugia nelle cavità degli alberi e negli edifici.

### Alimentazione
Si nutre di insetti.

## Distribuzione e habitat
Questa specie è diffusa nella Colombia centrale e nord-orientale, Venezuela e Brasile occidentali, Bolivia, Paraguay e Argentina settentrionale.
Vive nelle foreste tropicali secche, foreste umide pedemontane e boscaglie spinose fino a 1.100 metri di altitudine.

## Conservazione
La IUCN Red List, considerato il vasto areale, classifica E.dabbenei come specie a rischio minimo (Least Concern)).